# Cacho Castaña
Cacho Castaña, Nome artístico de Humberto Vicente Castagna (Flores, Buenos Aires, 11 de junho de 1942 – Buenos Aires, 15 de outubro de 2019) foi um cantor e compositor argentino

## Carreira
Cacho Castaña mostrou interesse pela música desde seus primeiros anos. Aos quatorze anos, ele já era professor de piano.
Castaña ficou famoso como cantor de bolero na década de 1970, com sucessos como "Lo llaman el Matador" e "Hay Que Encontrar al Ladron".
Ele é muito mais conhecido, no entanto, por suas contribuições à música de tango: algumas de suas canções de tango são considerados classicas por seus fãs, como "Garganta con arena" (uma homenagem a Roberto Goyeneche), "de Tita Buenos Aires ", (dedicado a Tita Merello), e" Café de la humedad ".
Em 2004, Castaña fez uma participação especial numa novela popular na argentina Los Roldán. Castaña continua ativo na Argentina.
Em Portugal ficou conhecido pelo tema "Si te agarro con otro te mato" que se ouvia em todos os bailes populares, em dia de festa.
Faleceu em 15 de outubro de 2019, aos 77 anos.

## Discografía
- Soy un tango (1996)
- Cacho de Buenos Aires (1997)
- Buenos Aires Lado B (2000)
- Más allá de la leyenda (2003)
- En Vivo (2006)
- Septiembre Del 88 (2006)
- Los Esenciales (2004)
- Espalda Con Espalda (2005)
- Tango (2005)
- Vida de artista (2006)
- Y Ya Nada Fue Lo Mismo (2007)
- Yo Sere el Amor (2008)
- Mas atorrante que nunca (2010)